# Kloster Moutier-Grandval

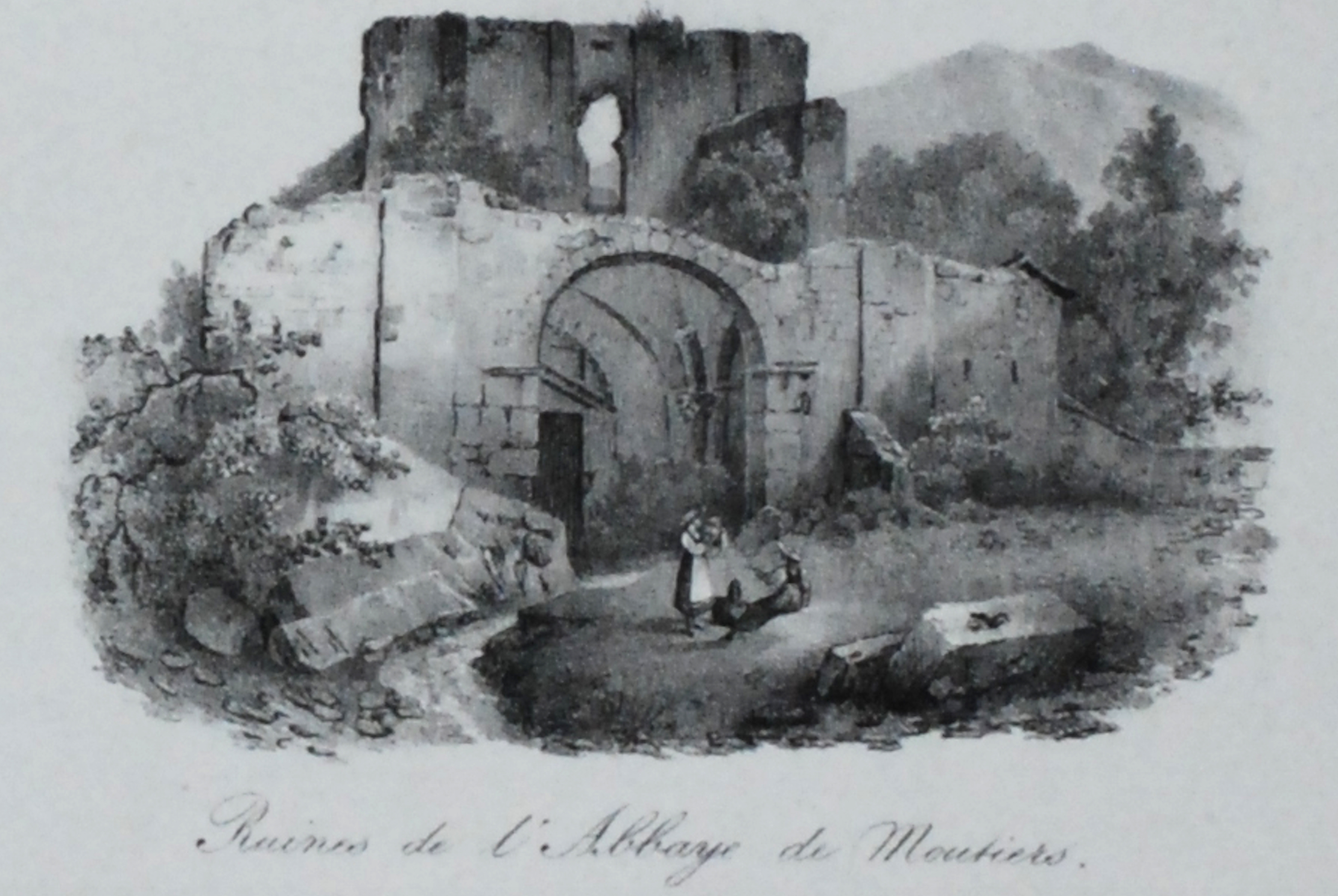
Ruine des Klosters um 1830

Das Kloster Moutier-Grandval (deutsch: Münster-Granfelden) ist eine ehemalige Benediktinerabtei in Moutier im Berner Jura, Schweiz.

## Geschichte
Einer überlieferten Legende zufolge drangen um 630 einige Boten von Columban in die Wildnis des Grand Val vor, liessen sich hier nieder und begannen mit der Rodung des Gebietes. 
Die Gründung des Klosters mit dem Namen Monasterium in Grandis vallis fiel in die Zeit um 640. Gundoin, der erste bekannte Herzog im Elsass, bot Waldebert, dem dritten Abt des Klosters Luxeuil, den hintersten Teil des Birstals zur Besiedlung an. Walbert liess dort im Tal ein Kloster gründen und bestimmte den heiligen Germanus aus Trier zu dessen ersten Vorsteher. Germanus von Granfelden verhalf dem Kloster rasch zu überregionaler Bekanntheit. Er starb 675 zusammen mit seinem Gefährten Randoald den Märtyrertod.
In der Anfangszeit lebten die Mönche nach den Regeln des heiligen Columban, ab dem 9. Jahrhundert wurde die Benediktsregel eingeführt. Ein wichtiges Werk aus dieser Zeit ist die reich illustrierte Bibel von Moutier-Grandval, die im Kloster Marmoutier bei Tours geschrieben und danach der Abtei geschenkt wurde. Sie gehört heute der British Library in London. In König Lothar II. hatte das Kloster einen wichtigen Förderer: Er bestätigte dem Kloster im Jahr 866 umfangreichen Besitz.
Im Jahr 968 kam das Kloster an König Konrad von Burgund. Weil dessen Sohn, König Rudolf III. an den Weltuntergang im Jahr 1000 glaubte, vermachte er die Abtei mit dem zugehörigen Besitztum 999 dem damaligen Hochstift Basel. Diese Schenkung diente vermutlich als Grundlage für die Machtausdehnung des Fürstbistums Basel. Die Bischöfe von Basel versuchten zwar, ihren Einfluss auf das Gebiet der Abtei Moutier-Grandval auszudehnen, ihre Rechte wurden jedoch während des 11. Jahrhunderts weder von der Abtei noch vom Kapitel anerkannt. 1079 wurde das Kloster in ein Chorherrenstift umgewandelt.
Während des Mittelalters erlebte das Stift eine grosse Blütezeit, war ein wichtiges religiöses Zentrum und hatte eine ähnlich weitreichende Bedeutung wie die Abtei St. Gallen. In einer Urkunde legte Papst Alexander II. 1179 die Unabhängigkeit und Privilegien des Klosters fest. Erst 1210 erlangte der Bischof von Basel die Herrschaft über die Propstei (Prévôté) Moutier, wobei die rechtliche Gewalt weiterhin beim Landvogt und beim Kapitel blieb. Als 1533 die Reformation eingeführt wurde, übersiedelte das Kapitel nach Solothurn und 1534 nach Delsberg. Dort verblieb es bis 1793.
Die Propstei Moutier-Grandval umfasste vom 16. Jahrhundert bis 1797 das Tal von Moutier (Grand Val), das Petit Val und das Vallée de Tavannes sowie kleinere Gebiete im südlichen und östlichen Teil des Delsberger Beckens.

## Baugeschichte
Bei archäologischen Notgrabungen 2008 und 2012 in der Rue Centrale vor den Häusern Nr. 57 und 59 sowie im Keller der Nr. 57 (ehemaliges Hôtel du Cerf) wurden Überreste des Klosters aus dem 7. bis 10. Jahrhundert gefunden. Die ersten Bauten stammen aus dem letzten Viertel des 7. Jahrhunderts. Zwischen Mitte des 8. und Ende des 9. Jahrhunderts wurde das Kloster erweitert. Im 10. Jahrhundert wurde es wieder verkleinert, aber auch renoviert. Um das Jahr 1000 (zwischen 970 und 1050) wurden die Klostergebäude zerstört.